# Turistická značená trasa 7890
 Turistická značená trasa 7890 je 5 km dlouhá žlutě značená trasa Klubu českých turistů v Jablunkovském mezihoří a v okrese Frýdek-Místek spojující hlavní hřebenovou trasu pohoří s česko-slovensko-polským trojmezím. Převažující směr trasy je jihovýchodní.

## Průběh trasy
Turistická trasa má svůj počátek v osadě Komorovský Gruň na rozcestí s červeně značenou trasou 0620 z Mostů u Jablunkova do Nýdku. Nejprve vede loukami po asfaltové komunikaci k východu k samotě Dílek a to v souběhu s rovněž zde výchozí zeleně značenou trasou 4857 k hraničnímu přechodu v Bukovci. Z Dílku vede trasa již samostatně dále po asfaltové komunikaci lesy a stáčí se k jihu a posléze k jihozápadu a přimyká se k česko-polské státní hranici. Na ní míjí hraniční přechod mezi Hrčavou a polskou Javořinkou, kde se nachází rozcestí se zde výchozí polskou zeleně značenou turistickou trasou vedoucí do centra výše zmíněné polské vsi. Trasa 7890 pokračuje loukami jihozápadním směrem do Hrčavy, kde se dvakrát ostře stáčí a prudce klesá jižním směrem stále po asfaltové komunikaci do údolí Gorilova potoka a k česko-slovenské státní hranici. Bezprostředně u ní se nachází rozcestí se zde výchozí slovenskou zeleně značenou turistickou trasou k železniční zastávce v obci Čierne. Trasa 7890 odtud stoupá stále stejnou komunikací proti proudu Gorilova potoka přes osadu Za Vrškem k česko-slovensko-polskému trojmezí, kde na hraničním přechodu končí. Na trasu zde přímo navazuje rovněž žlutě značená polská turistická trasa opět vedoucí do Javořinky.

## Turistické zajímavosti na trase
- Vyhlídkové místo u Komorovského Gruně
- Hraniční přechod Hrčava - Javořinka
- dřevěný kostel svatého Cyrila a Metoděje v Hrčavě
- Vyhlídkové místo na dálniční Most Valy
- Česko-slovensko-polské trojmezí

## Fotogalerie

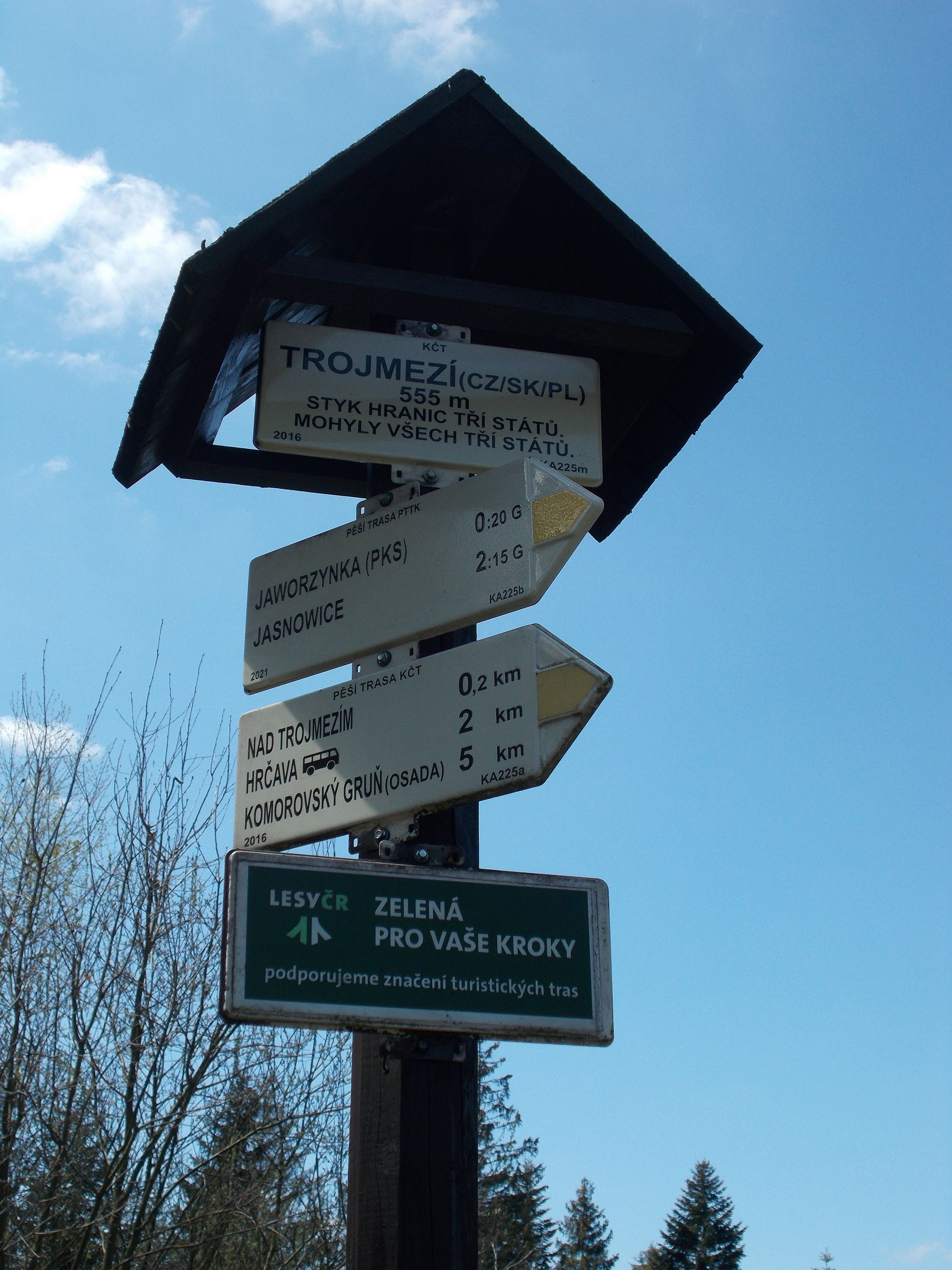
Turistické značení
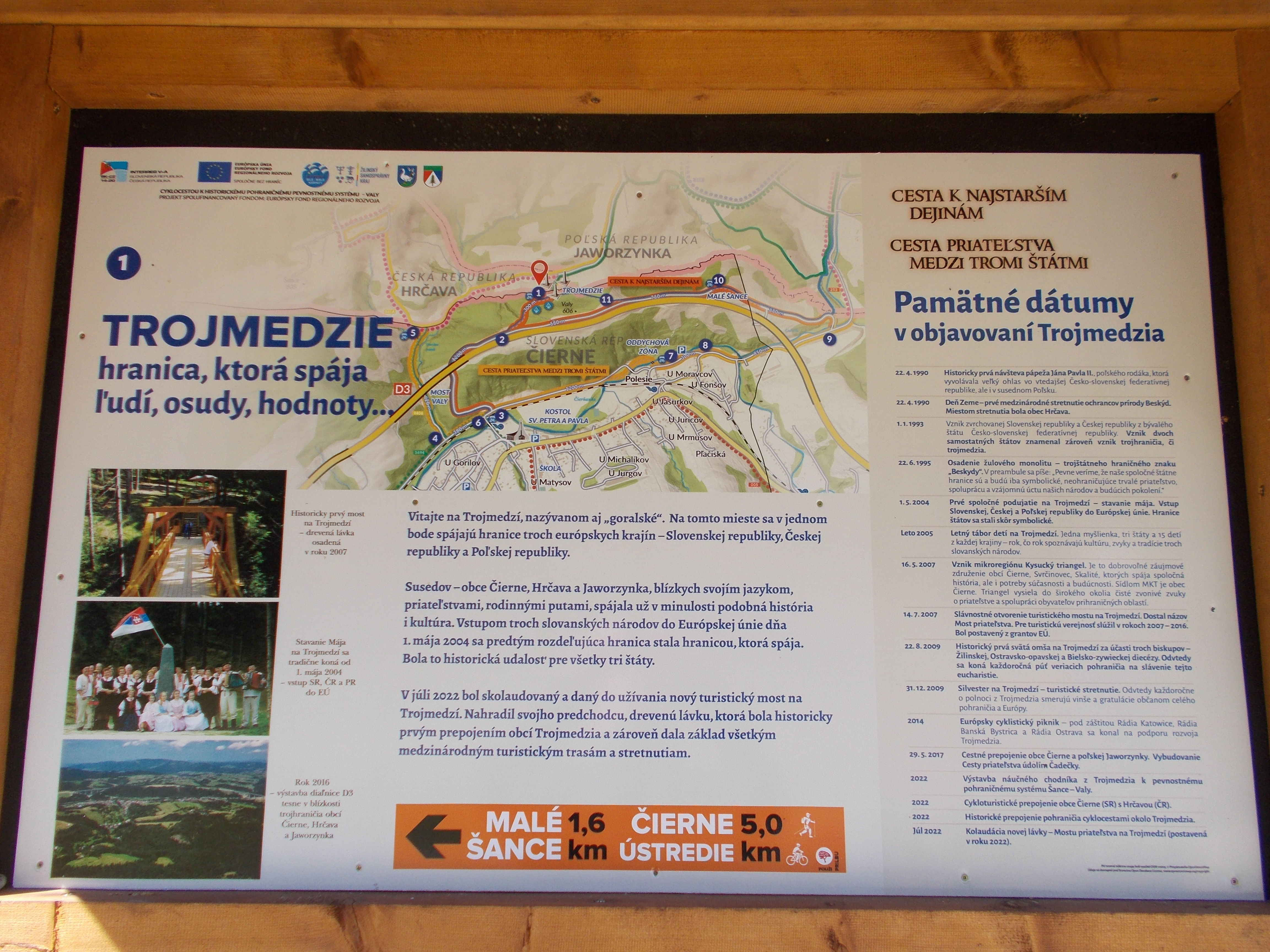
Informační tabule
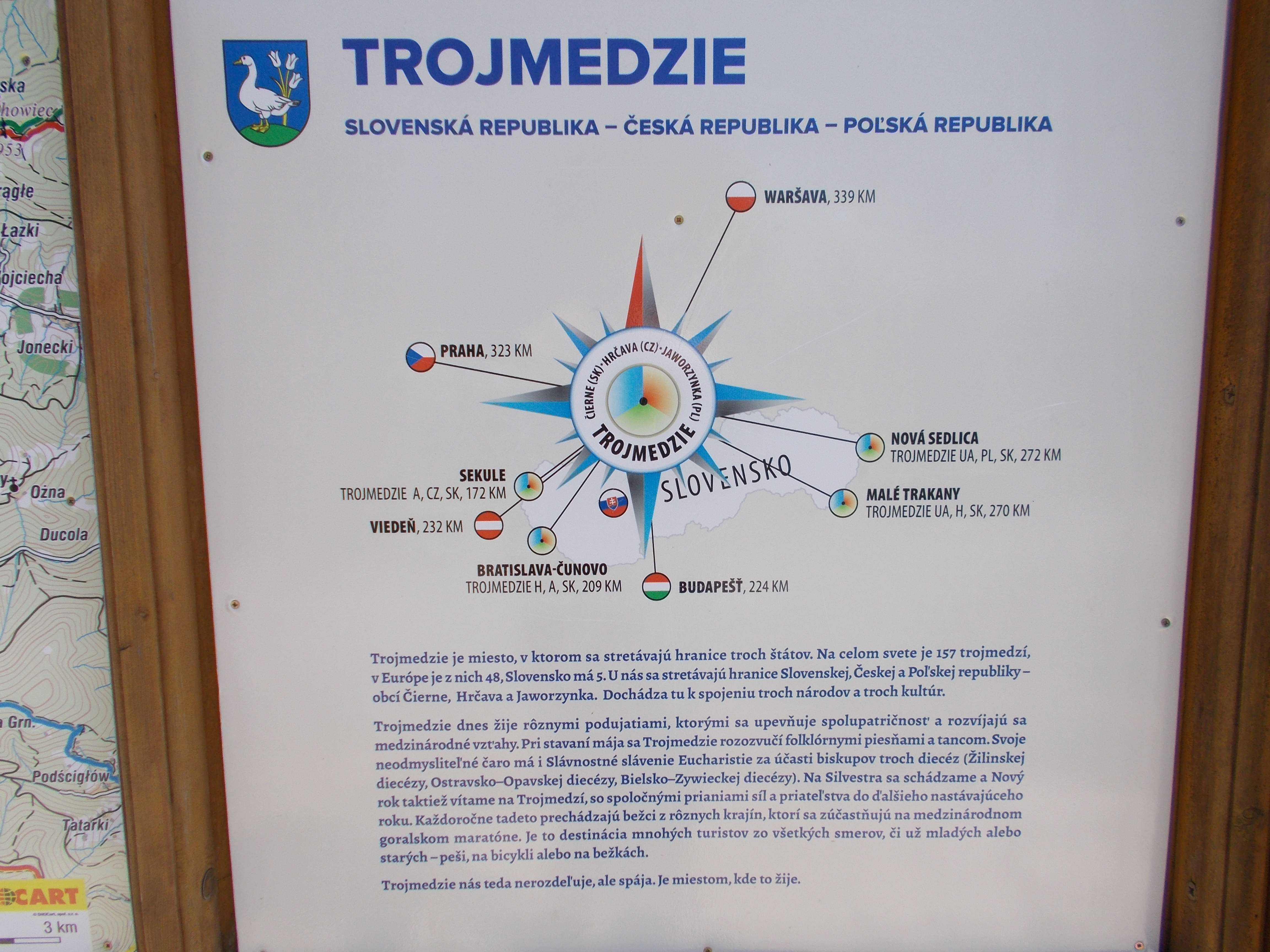
Informační tabule
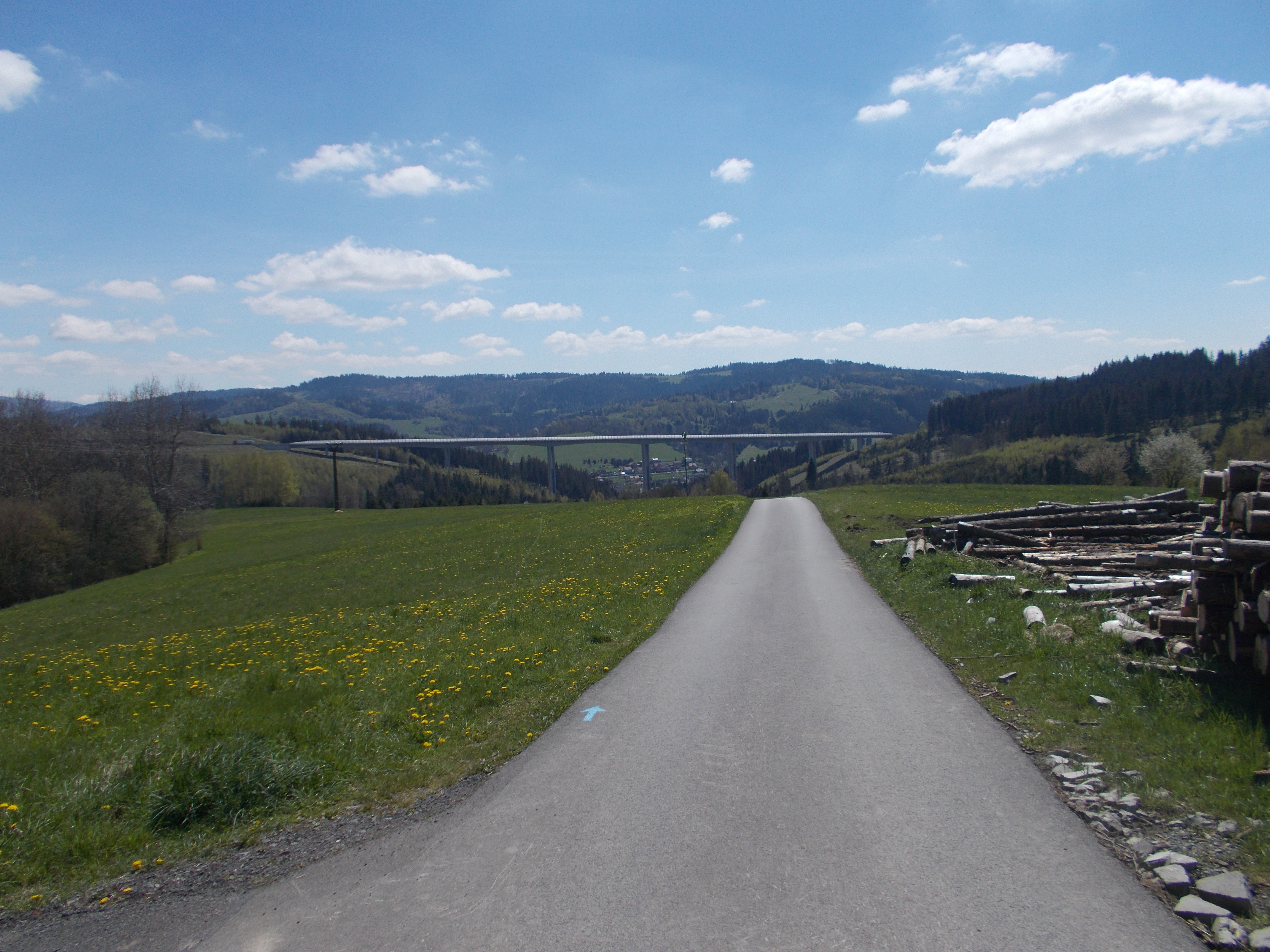
Vyhlídka na most Valy
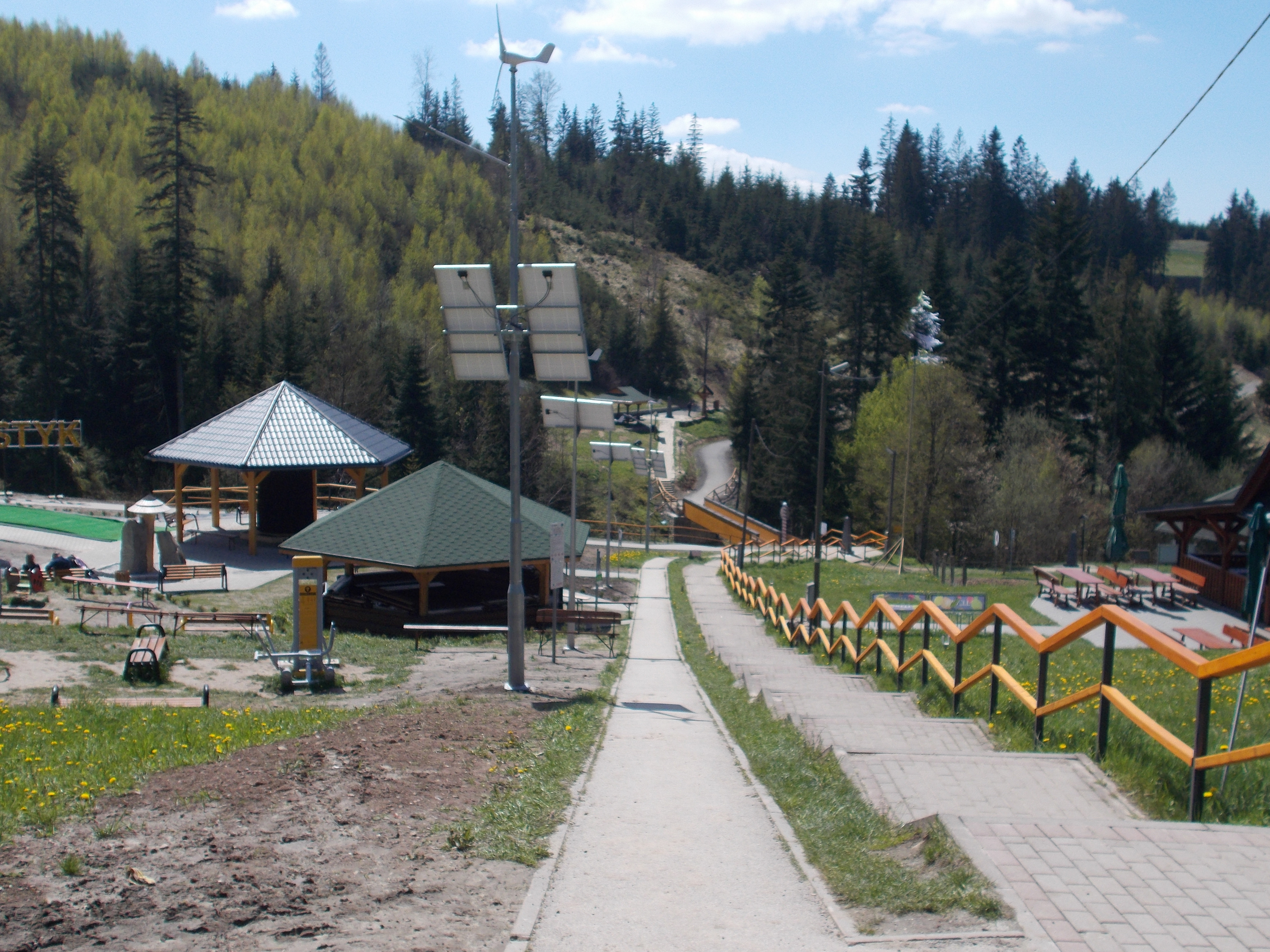
Trojmezí